# Sangiaccato di Sjenica
Il sangiaccato di Sjenica (in turco Seniçe sancağı, in serbo Сјенички санџак?, Sjenički sandžak) era una provincia di confine dell'Impero ottomano, esistito tra il 1902 e il 1912, con sede amministrativa nel comune di Sjenica. Faceva parte dell'allora vilayet del Kosovo.

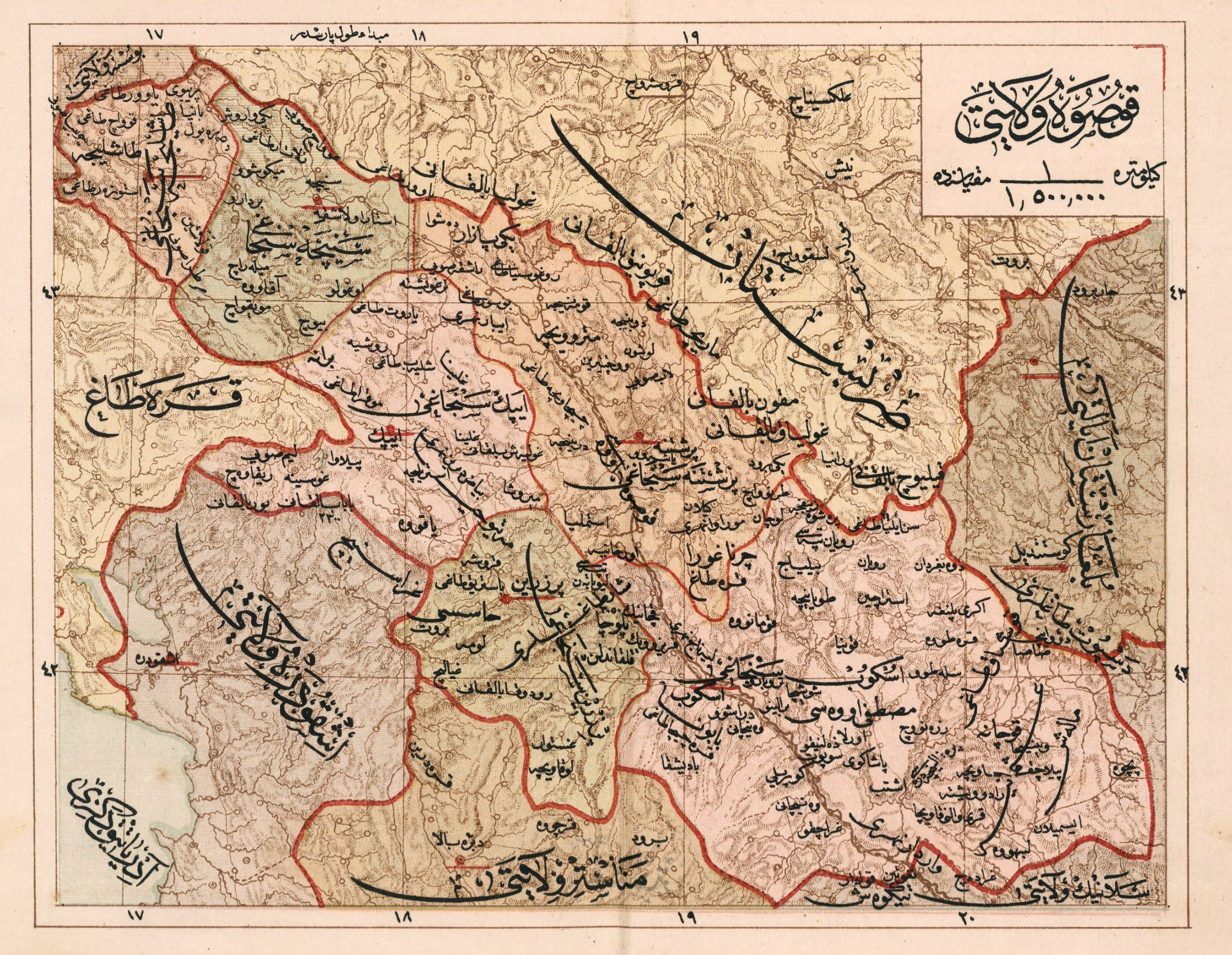
Divisioni amministrative nel 1907, con i sangiaccati di Pljevlja e Sjenica nel nord-ovest.

## Storia
A metà del XIX secolo, Sjenica iniziò ad acquisire importanza come luogo dove soggiornavano spesso i caimacam e i sanjak-bey di Novi Pazar. Il sangiaccato ebbe origine nel 1902, dopo un'importante riorganizzazione del sangiaccato di Novi Pazar che venne eseguita annettendo i distretti di Novi Pazar e Mitrovica al sangiaccato di Pristina, mentre le kaza di Berane e Rožaje vennero unite al sangiaccato di İpek. Dalle restanti quattro kaza - Sjenica, Bijelo Polje, Nova Varos e Vranes (Donji Kolasin), venne creato il sangiaccato di Sjenica, che confinava a est con Pristina, a sud con Pec e ad ovest con il sangiaccato di Pljevlja.
Nell'area del sangiaccato di Pljevlja si incrociarono le politiche di Turchia, Austria-Ungheria, Serbia e Montenegro. Durante la crisi bosniaca (1908-1909), la kaza di Donjikolasin venne distaccata dal sangiaccato di Sjenica e unita al sangiaccato di Pljevlja.
Durante la prima guerra balcanica (1912-1913), l'intera area del sangiaccato di Sjenica fu liberata nell'autunno del 1912 dagli eserciti di Serbia e Montenegro. Secondo un comune accordo, la maggior parte del sangiaccato, compresa la stessa città di Sjenica, sarebbe appartenuta alla Serbia e una parte minore al Montenegro. Il sangiaccato Pljevlja fu di conseguenza sciolto e la linea finale di confine fu determinata da uno speciale accordo interstatale tra Serbia e Montenegro il 12 novembre 1913.